# Vladímir Isaichev
Vladímir Isaichev (Samara, Rusia, 21 de abril de 1986) es un ciclista ruso. Debutó como profesional con el equipo Xacobeo Galicia en 2008.

## Palmarés
2012
- 1 etapa de la Vuelta a Suiza

2013
- Campeonato de Rusia en Ruta

2015
- 1 etapa de la Vuelta a Burgos[1]

## Resultados en Grandes Vueltas y Campeonatos del Mundo
| Carrera         | Carrera         | 2008 | 2009  | 2010  | 2011 | 2012 | 2013  | 2014  | 2015 | 2016 |
| --------------- | --------------- | ---- | ----- | ----- | ---- | ---- | ----- | ----- | ---- | ---- |
|                 | Giro de Italia  | —    | 164.º | —     | —    | —    | —     | —     | —    | —    |
|                 | Tour de Francia | —    | —     | —     | Ab.  | —    | —     | 157.º | —    | —    |
|                 | Vuelta a España | —    | —     | 133.º | —    | —    | 131.º | —     | Ab.  | —    |
| Mundial en Ruta | Mundial en Ruta | —    | —     | —     | 85.º | 89.º | —     | —     | —    | —    |

—: no participa

Ab.: abandono

## Equipos
- Xacobeo Galicia (2008-2010)
- Katusha (2011-2016)
  - Katusha Team (2011-2013)
  - Team Katusha (2014-2016)